# Одинцова Катерина Миколаївна
Катери́на Микола́ївна Одинцо́ва (рос. Екатерина Николаевна Одинцова; нар. 18 березня 1908, Глибоке) — радянський мікробіолог, доктор біологічних наук з 1961 року.

## Біографія
Народилася 18 березня 1908 року в селі Глибокому (тепер Псковської області Росії). У 1931 році закінчила Харківський університет. Наукову діяльність розпочала в 1930 році у Всеукраїнському інституті рослинництва, з 1932 року на науковій і педагогічній роботі в різних інститутах Москви (в 1949—1954 роках завідувач відділу мікробіології Всесоюзного науково-дослідного інституту виноградарства і виноробства «Магарач», Ялта).

## Наукова діяльність
Основні напрями досліджень: бродіння, визначення ступеня анаеробіозу дріжджів, біосинтез, виділення і акумуляція вітамінів групи В дріжджовою клітиною, принципи селекції ефективних рас винних дріжджів, технологія промислового отримання харчового вітамінного концентрату з винних дріжджів. Автор близько 90 наукових робіт, власник 4-х авторських свідоцтв і 3-х патентів. Серед робіт:
- Микробиологические методы определения витаминов. — Москва, 1959.